# صندوق النفقة (فلسطين)
صندوق النفقة الفلسطيني هو مؤسسة حكومية رسمية تتبع رئيس مجلس وزراء دولة فلسطين وتتمتع بالاستقلالية المالية والإدارية والشخصية الاعتبارية. تأسس الصندوق بموجب قانون صندوق النفقة الصادر عام 2005، يقع مقر الصندوق الرئيسي المؤقت في حي الماصيون بمدينة رام الله، على أن يكون المقر الرئيسي في العاصمة الفلسطينية القدس. للصندوق فرع في مدينة نابلس، وآخر في مدينة الخليل بالإضافة إلى الفرع في مدينة رام الله.

## الأهداف
يهدف الصندوق إل ضمان تنفيذ أحكام النفقة التي تعذر تنفيذها، ودفع جميع أحكام النفقات المحكوم لها من جهات الاختصاص لمستحقيها.

## مجلس الإدارة
حدد قانون إنشاء صندوق النفقة أعضاء مجلس إدارة للإشراف على الصندوق وإدارته، يتكون الأعضاء من أعضاء بصفتهم الوظيفية وآخرون يُعينهم مجلس الوزراء لمدة ثلاث سنوات، وهم:
| قانون الصندوق 2005                      | قانون الصندوق 2005 | قرار بقانون 2015                          | قرار بقانون 2015 |
| المسمى                                  | الصفة              | المسمى                                    | الصفة            |
| --------------------------------------- | ------------------ | ----------------------------------------- | ---------------- |
| قاضي قضاة المحاكم الشرعية               | رئيسًا              | قاضي قضاة المحاكم الشرعية                 | رئيسًا            |
| نائب قاضي قضاة المحاكم الشرعية          | نائبًا للرئيس       | نائب قاضي قضاة المحاكم الشرعية            | نائبًا للرئيس     |
| مدير عام وزارة العدل                    | عضوًا               | مدير عام في وزارة العدل                   | عضوًا             |
| مدير عام وزارة المالية                  | عضوًا               | مدير عام في وزارة المالية                 | عضوًا             |
| مدير عام وزارة العمل والشؤون الاجتماعية | عضوًا               | مدير عام في وزارة الشؤون الاجتماعية       | عضوًا             |
| مدير عام وزارة الأوقاف والشؤون الدينية  | عضوًا               | مدير عام في وزارة الأوقاف والشؤون الدينية | عضوًا             |
| ممثل عن وزارة شؤون المرأة               | عضوًا               | مدير عام في وزارة شؤون المرأة             | عضوًا             |
| أربعة ممثلون عن مؤسسات المجتمع المدني   | أعضاء              | أربعة ممثلون عن مؤسسات المجتمع المدني     | أعضاء            |

## وصلات خارجية
- الموقع الرسمي